# Azerbaijão (Irã)
Azerbaijão ou Azarbaijão (em persa: آذربایجان جنوبی; Āzarbāijān; em azeri: گونئی آذربایجان , em curdo: آذربایجان), também Azerbaijão iraniano ou Azarbaijão iraniano (persa: آذربایجان جنوبی; Āzarbāijān-e Jonoubi), é uma região histórica no noroeste do Irã. É também historicamente conhecida por Atropatene.
Alguns se referem ao Azerbaijão iraniano  como  "Azerbaijão do Sul"  ou  "Azerbaijão Meridional" e, à República do Azerbaijão, como "Azerbaijão do Norte" ou  "Azerbaijão Setentrional". Tais denominações, segundo algumas fontes, seriam politicamente motivadas.

## Etimologia e uso
O nome Azerbaijão é derivado de Atropates, o sátrapa (governador) dos Medos no Império Aquemênida, que governou uma região localizada no atual Azerbaijão iraniano chamada Atropatene (᾿Ατροπατήνη). Acredita-se que o nome Atropate origina-se do persa antigo, significando "protegido pelo fogo". O nome também é mencionado no Fravardim Iaste avéstico: âterepâtahe ashaonô fravashîm ýazamaide,  que traduzido literalmente significa: 'adoramos o Fravaxi do santo Atarepata'.
No persa médio, o nome da província era Aturpatacã (Āturpātākān); no persa dos séculos VIII a IX, Adarbadagã ou Adarbaiagã (آذربادگان/آذرآبادگان, Ādharbādhagān/Ādharbāyagān), e atualmente, Azerbaijão (Āzerbāydjān ou Āzarbāydjān; no grego bizantino era Adrabiganão (᾿Αδραβιγάνων, Adravigánon); em armênio, Atrepatacã (Ատրպատական, Atrpatakan); e em siríaco, Adorbaigã (Adhorbāyghān).
O nome Atropate, no médio persa, foi transformado em Adarbade e está relacionado com o zoroastrianismo. Adarbade Maraspandã era um sacerdote zoroastrista famoso por seus conselhos. O Azerbaijão, em razão dos seus numerosos templos do fogo, aparece em várias fontes históricas como sendo o local de nascimento do profeta Zaratustra, embora os estudiosos ainda não tenham chegado a um acordo sobre o local de seu nascimento.

## Geografia

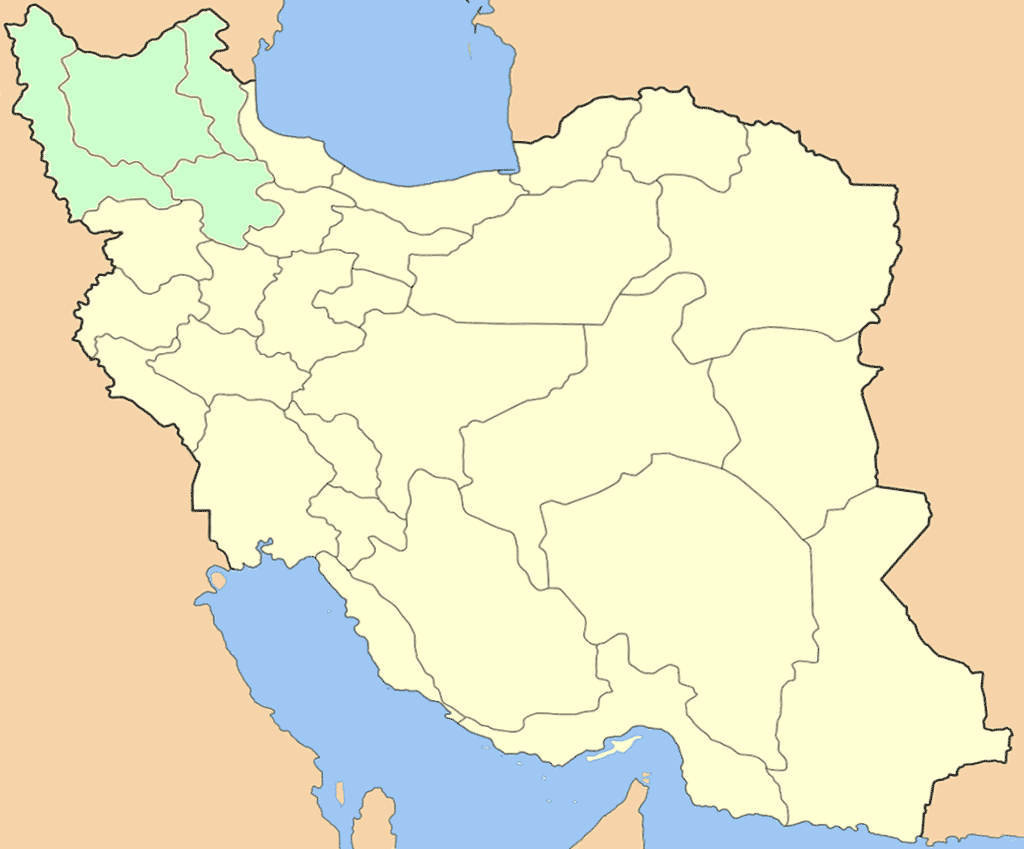
Localização do Azerbaijão no mapa do Irã

O Azerbaijão iraniano é geralmente considerado a porção noroeste do Irã, compreendendo as províncias de Zanjã, Azerbaijão Oriental, Azerbaijão Ocidental e Ardabil. Faz fronteira com a República do Azerbaijão, a Armênia, Turquia e Iraque e tem uma população de cerca de 25 milhões de habitantes. O Azerbaijão é famoso por sua grande beleza natural. Existem 17 rios e dois lagos da região. Suas principais indústrias são as do algodão, dos frutos de casca dura, dos produtos têxteis, do chá, de máquinas e equipamentos elétricos. O norte, região de clima alpino, que inclui o lago Úrmia, é montanhoso, com vales profundos e férteis planícies.
A região é delimitada ao norte pela Armênia e a República do Azerbaijão e a oeste pelo lago Úrmia e a região de população curda do Irã, e a leste pelo Talistão e a província de Gilan.

## Agricultura
Grãos, frutas, algodão, arroz, amêndoas, e tabaco são as culturas básicas da região.

## Indústrias e artesanatos
As indústrias incluem máquinas e ferramentas, fábricas de veículos, refinarias de petróleo, complexo petroquímico, transformação de alimentos, cimento, têxteis, equipamentos elétricos, usinas de açúcar. Oleodutos e gasodutos correm através da região. Também são produzida lã, tapetes, peças em metal.

## Pessoas
O Azerbaijão é a principal área de língua turca do Irã, uma das mais ricas e mais povoadas regiões do país, apresentando um quadro de homogeneidade étnica que talvez seja enganoso. A região abriga vários grupos linguísticos, religiosos e minorias tribais. Ao mesmo tempo, azeris são encontrados fora da região.
Seguidores do xiismo, os azeris  iranianos compõem a maioria da população do Azerbaijão. A população  azeri  do Irã é encontrada principalmente nas províncias do noroeste: Azerbaijão Oriental, Azerbaijão Ocidental, Ardabil, Zanjã e  algumas regiões do Curdistão, Hamadã e Markazi. Muitos outros vivem em Teerã, Karaj e em outras regiões.
Grupos menores de curdos, armênios, assírios, taliches, judeus, georgianos e persas também habitam o Azerbaijão.

## Províncias e cidades
O Azerbaijão iraniano está dividido em províncias: Azerbaijão Oriental (1996 pop. 3.325.540), Azerbaijão Ocidental (1996 pop. 2.496.320), Ardabil (1996 pop. 1.168.011), Zanjã (1996 pop. 900.890) As principais cidades são: Tabriz (a capital do Azerbaijão Oriental), Úrmia (a capital do Azerbaijão Ocidental), Ardabil (a capital de Ardabil), Maragheh, Maranda, Zanjã e Coi.

## História

### Período pré-islâmico
O mais antigo reino conhecido no Azerbaijão iraniano é o da Maneia, que governou a região sudeste do lago Úrmia centrado em torno da atual cidade de Saquiz. Os maneanos eram uma confederação de grupos iranianos e não-iranianos. Segundo o professor Zadok:
| “ | é improvável que houvesse qualquer unidade etnolinguística na Maneia. À semelhança de outros povos do planalto iraniano, os maneanos foram submetidos a uma crescente influência iraniana (ou seja, indo-europeia). | ” |

Segundo a Enciclopédia Britânica, os Medos foram um:
| “ | povo indo-europeu, relacionados com os persas, que entraram no nordeste do Irã provavelmente antes do século XVII a.C. e se estabeleceram nas terras do planalto, que veio a ser conhecido como Média. | ” |

No século VIII a.C., o Azerbaijão, assim como Hamadã, Teerã e Ispaã foram colonizados pelos medos. O Azerbaijão mais tarde se constituiu na província da Média Menor do Império Aquemênida.
Depois que Alexandre, o Grande conquistou a Pérsia, ele nomeou (328 a.C.) como governador da região, o general persa Atropates, que posteriormente fundou uma dinastia independente. A região, que veio a ser conhecida como Atropatene ou Média Atropatene (depois Atropates), foi muito disputada. No século II a.C., foi libertada da dominação selêucida por Mitrídates I do Império Arsácida, e mais tarde foi feita província do Império Sassânida de Artaxes I. Sob o governo sassânida, o Azerbaijão foi governado por um marzobã, e, no final do período, pertenceu à família de Farruque Hormisda. Heráclio, o imperador bizantino, dominou por pouco tempo a região, no século VII até que a paz foi feita com os sassânidas. Depois da conquista islâmica da Pérsia, os árabes invasores converteram a maior parte do povo da região para o Islamismo, e o Azerbaijão passou a fazer parte do califado.

### Período islâmico

#### A conquista árabe
Durante a invasão islâmica do Azerbaijão, o nome do general do Irã, era Rustã Farruquezade, filho de Farruque Hormisda. Rustã nasceu no Azerbaijão e conduziu o exército sassânida nas batalhas.

Ele também é mencionado no Épica dos Reis: 
| “ | چو نامه بخوانی تو با مهتران/برانداز و برساز لشکر بران همی تاز تا آذرآبادگان/ دیار بزرگان و آزادگان همیدون گله هرچه داری ز اسب/ببر سوی گنجور آذرگشسب | ” |

O exército sassânida persa foi derrotado na batalha de Cadésia e Rustã foi morto na mesma batalha. Em 642, o comandante persa Piruzã lutou contra os muçulmanos em Niavende, que era a porta de entrada para as províncias do Azerbaijão, Armênia e Albânia. A batalha foi vencida mais uma vez pelos muçulmanos, que invadiram então o Azerbaijão. Os muçulmanos se fixaram no Azerbaijão como também em muitas outras partes do Irã. De acordo com o historiador Kasravi, os muçulmanos fixaram no Azerbaijão um número de pessoas maior do que em outras províncias, devido às suas vastas e verdejantes pastagens. As revoltas locais contra o Califado eram comuns e a mais famosa delas foi a do movimento persa dos curramitas.

#### Abássidas e Seljúcidas
Depois da revolta de Pabeco que era um zoroastriano de formação neomasdaquita, a influência do califado abássida no Azerbaijão ficou enfraquecida, permitindo o ressurgimento de dinastias nativas no Azerbaijão. Mais tarde, o Azerbaijão foi tomado pelo curdo Daisam e o dailamita Marzubã. Os dailamitas foram sucedidos pelos curdos Rauádidas. Após confrontos com as populações locais curdas que já tinham criado suas próprias dinastias e emirados em vastas áreas do Azerbaijão, os seljúcidas dominaram a região no século XI e início do XII, dando início à "turquificação" das populações nativas. Em 1136, o Azerbaijão foi dividido em Atabakan-e-Azerbaijão e Atabakan-e-Maragheh. Foi invadido pelo Khwarizm Shah Jalal ad-din até o advento das invasões mongóis.

#### Período mongol e turcomano
Os mongóis sob o comando de Hulagu Cã estabeleceram sua capital em Maragheh. O Safina-yi Tabriz é um livro que descreve a condição intelectual geral de Tabriz durante o período ilcânida. Depois de ter sido conquistada por Tamerlão, no século XIV, Tabriz se tornou uma importante capital provincial do Império Timúrida. Mais tarde, Tabriz tornou-se a capital da Confederação do Cordeiro Negro.

#### Safávidas, interlúdio afegão, afexares e Cajar
Foi a partir de Ardabil (antiga Artavila), que a dinastia safávida surgiu para renovar o Estado da Pérsia e estabelecer o Xiismo como a religião oficial do Irã.
Após 1502, o Azerbaijão passou a ser o principal baluarte e base militar dos safávidas. Entretanto, entre 1514 e 1603, os otomanos frequentemente ocuparam Tabriz e outras partes da província. O controle safávida foi restaurado pelo Xá Abas I, mas durante a invasão do Afeganistão (1722-1728) os otomanos recapturaram o Azerbaijão Ocidental e outras províncias do Irã, até Nader Xá os expulsar.
No início do reinado de Carim Cã Zande, o afegão Azade Cã revoltou-se no Azerbaijão e, posteriormente, os curdos Dumbuli de Coi e outros chefes tribais governaram várias partes do território. Com o advento dos cajares, o Azerbaijão tornou-se a tradicional residência dos príncipes-herdeiros. Neste momento, a última fronteira norte do Irã com a Rússia (ao longo do rio Aras) foi criada em 1828 (Tratado de Turcamanchai). Depois de 1905 os representantes do Azerbaijão foram muito ativos na Revolução Constitucional Iraniana.

#### Período Moderno
O exército (tsarista) russo ocupou o Azerbaijão em 1909, e novamente nos períodos 1912-1914 e 1915-1918. As forças otomanas ocuparam-no nos períodos 1914-1915 e 1918-1919. As forças bolchevique ocuparam o Azerbaijão iraniano e outras partes do Irã em 1920-1921, e as forças soviéticas ocuparam o Azerbaijão iraniano em 1941. Em maio de 1946 foi criado o Estado autônomo do Azerbaijão, apoiado pela União Soviética, mas que teve curta duração sendo dissolvido após a reunificação do Azerbaijão iraniano com o Irã, em novembro do mesmo ano. As províncias azerbaijanas têm desempenhado um papel importante na vida cultural e econômica do Irã, tanto na dinastia Pálavi, quanto na Revolução Iraniana.

## Cultura

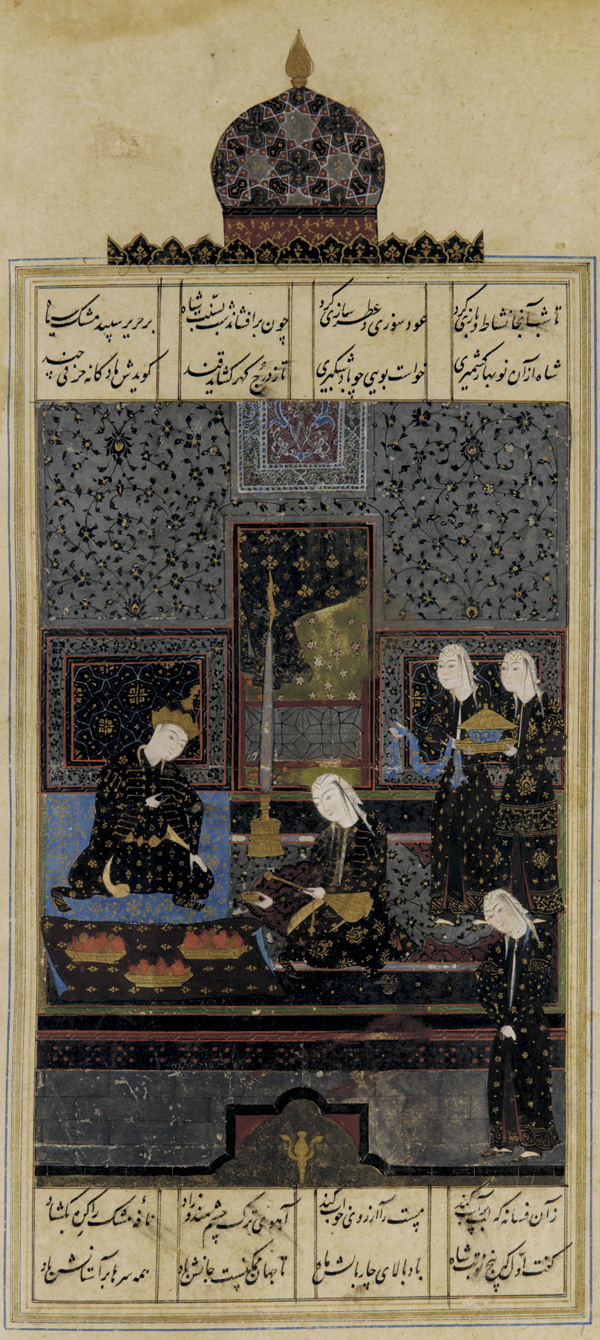
O xá foi um grande incentivador das tradições e poesias persas. Citado por Nezami em "Barã e a princesa indiana no Pavilhão Negro" Khamse ("Quinteto"), século XVI, Império Safávida

Os azeris estão culturalmente muito próximos do restante dos iranianos, embora sua língua seja a turcomana. O povo do Azerbaijão têm DNA semelhante a de outros povos iranianos, assim como sua religião que é a xiita e que os diferenciam de outros falantes do turcomano (que são na sua maioria de muçulmanos sunitas). Os azeris festejam o Naw-Rúz como a virada do ano novo iraniano, a chegada da primavera.
O Azerbaijão tem um estilo de música própria no Irã. Muitas danças locais e músicas folclóricas permanecem vivas entre os diversos povos das províncias. Embora a língua azeri não seja uma língua oficial, ela é amplamente utilizada, principalmente nas tradições orais, entre os azeris do Irã. Muitos poetas oriundos do Azerbaijão escrevem poesia em persa e em azeri. Dentre os renomados poetas de língua azeri estão: Nasimi, xá Ismail I (que ficou conhecido com os pseudônimos de Khatai), Fuzuli, e Mohammad-Hossein Shahriar.

Fuzuli e Nasimi provavelmente nasceram fora do que é hoje o Azerbaijão iraniano. O azeri era a língua dominante das dinastias reinantes dos governantes turcomanos da região, tais como a Confederação do Cordeiro Branco e, mais tarde, foi utilizada nas cortes safávidas por um curto período de tempo, até que o persa foi adotado, no entanto, o turcomano era utilizado principalmente entre os guerreiros Quizilbache. Como uma grande província do Irã (Pérsia), o Azerbaijão é mencionado em muitas ocasiões, na Literatura persa pelos grandes autores e poetas persas. Exemplos:
| “ | گزیده هر چه در ایران بزرگان زآذربایگان و ری و گرگان Todos os nobres e grandes do Irã, Escolhidos do Azerbaijão, Ray, e Gurgã. | ” |
|   | — Vis o Ramin. |   |

| “ | از آنجا بتدبیر آزادگان بیامد سوی آذرآبادگان A partir daí, os sábios e os livres, foram para a Azerbaijão | ” |
|   | — Nizami.                                                                                                |   |

| “ | به یک ماه در آذرآبادگان ببودند شاهان و آزادگان Durante um mês, Os Reis e Os Livres, Escolheriam estar no Azerbaijão | ” |
|   | — Ferdusi. |   |

## Colégios e Universidades
- Universidade de Tecnologia de Sahand
- Universidade de Medicina e Ciências de Tabriz
- Universidade de Tabriz
- Universidade de Medicina e Ciências de Úrmia
- Universidade de Úrmia
- Universidade de Medicina e Ciências de Ardabil
- Universidade Mohaghegh Ardabili
- Instituto para Estudos Avançados em Ciências Básicas
- Universidade de Zanjan
- Universidade de Tarbiat Moallem do Azerbaijão
- Universidade de Artes Islâmicas de Tabriz
- Universidade de Maragheh